# Bilionário

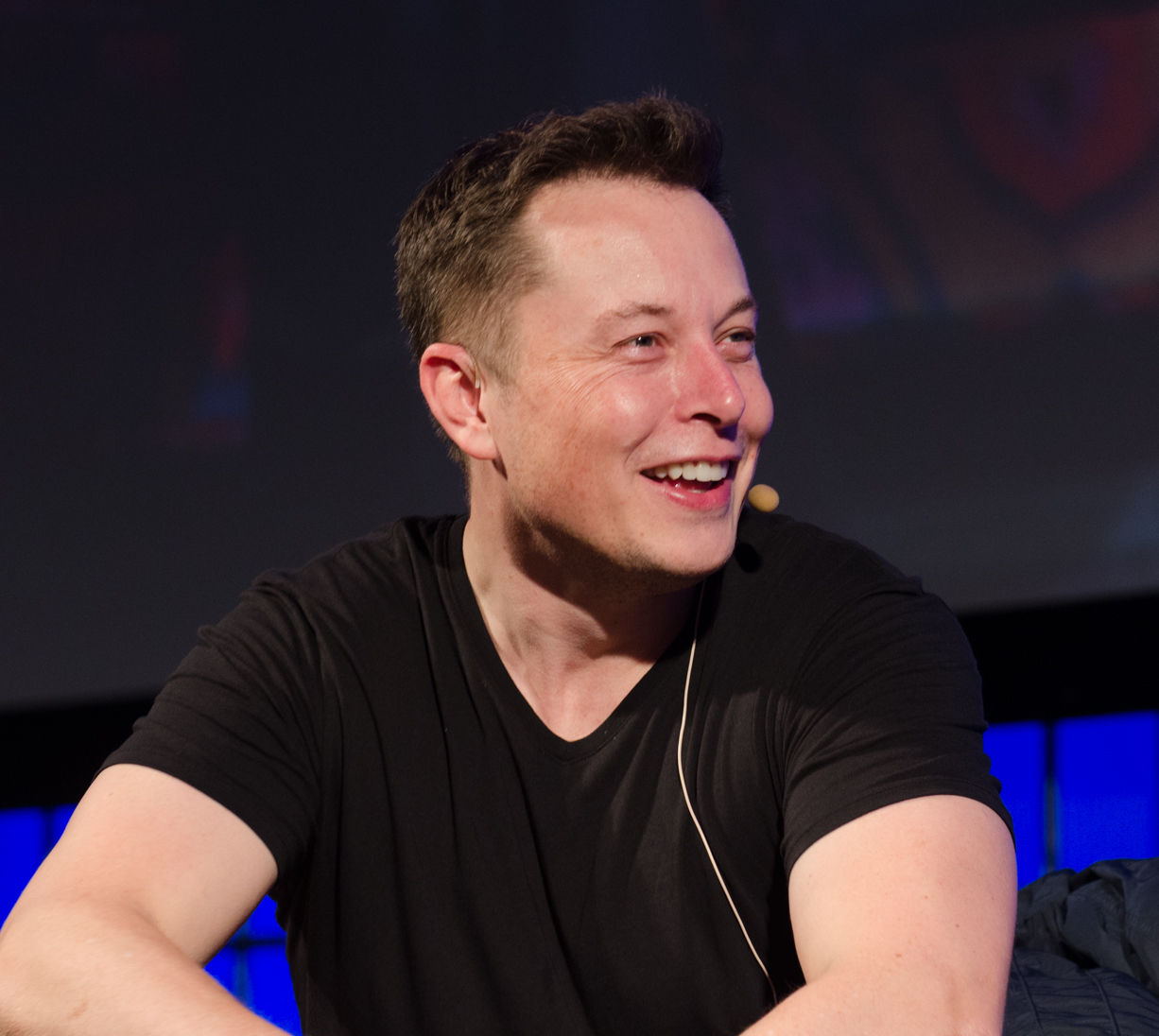
Elon Musk, um bilionário

Um bilionário(pt-BR) ou multimilionário(pt-PT?) é uma pessoa com patrimônio líquido de pelo menos um bilhão(pt-BR) ou mil milhões(pt-PT?) (1 000 000 000) de unidades de uma determinada moeda, geralmente de uma moeda importante, como o dólar americano, o euro ou a libra esterlina. É uma subcategoria de indivíduo com elevado patrimônio líquido. A revista de negócios americana Forbes produz uma lista global de bilionários conhecidos em dólares americanos todos os anos e atualiza uma versão dessa lista na Internet em tempo real. O magnata do petróleo americano John D. Rockefeller tornou-se o primeiro bilionário confirmado em dólares americanos em 1916.
A partir de 2018, há mais de 2 200 bilionários em dólares americanos em todo o mundo, com uma riqueza combinada de mais de US$ 9,1 trilhões, contra US$ 7,67 trilhões em 2017. De acordo com um relatório da Oxfam de 2017, os oito bilionários mais ricos possuem tanta riqueza combinada quanto "metade da raça humana". Em 2021, oito pessoas alcançaram o status de centibilionários de dólares, o que significa que cada uma teve um patrimônio líquido de pelo menos US$ 100 bilhões.

## Estatística
Essas estatísticas agregadas para bilionários incluem o número total de bilionários conhecidos e o patrimônio líquido do indivíduo mais rico do mundo para cada ano desde 2008. Os dados de cada ano são da lista anual de bilionários da Forbes, com números de moeda dados em dólares americanos. Os dados desde 2018 também incluem o censo de bilionários da Wealth-X, que normalmente encontra números mais altos do que a Forbes.
| Ano  | Número total de bilionários | Riqueza combinada de bilionários conhecidos | Número de bilionários | Número de bilionários | Número de bilionários | Número de bilionários | Número de bilionários | O indivíduo mais rico do mundo | O indivíduo mais rico do mundo |
| Ano  | Número total de bilionários | Riqueza combinada de bilionários conhecidos | EUA                   | Chinês                | Índio                 | Alemão                | Russo                 | Nome                           | Patrimônio líquido             |
| ---- | --------------------------- | ------------------------------------------- | --------------------- | --------------------- | --------------------- | --------------------- | --------------------- | ------------------------------ | ------------------------------ |
| 2021 | 2 755                       |                                             | 724                   | 626                   | 140                   | 136                   | 117                   | Elon Musk                      | US$ 320 bilhões                |
| 2020 | 2 095                       | US$ 10,2 trilhões                           | 614                   | 389                   | 102                   |                       | 99                    | Jeff Bezos                     | US$ 188 bilhões                |
| 2019 | 2 153–2 604                 | US$ 8,6–8,7 trilhões                        | 609–705               | 285–324               | 82–106                |                       | 98–102                | Jeff Bezos                     | US$ 131 bilhões                |
| 2018 | 2 208–2 754                 | US$ 9,1–9,2 trilhões                        | 585–680               | 338–372               | 117–119               |                       | 96–111                | Jeff Bezos                     | US$ 133 bilhões                |
| 2017 | 2 043                       | US$ 7,71 trilhões                           | 565                   | 319                   | 101                   |                       | 106                   | Jeff Bezos                     | US$ 99,6 bilhões               |
| 2016 | 1 810                       | US$ 6,48 trilhões                           | 540                   | 251                   | 90                    |                       | 75                    | Bill Gates                     | US$ 75 bilhões                 |
| 2015 | 1 826                       | US$ 7,05 trilhões                           | 536                   | 213                   | 88                    |                       | 88                    | Bill Gates                     | US$ 79,2 bilhões               |
| 2014 | 1 645                       | US$ 6,4 trilhões                            | 492                   | 152                   | 56                    |                       | 111                   | Bill Gates                     | US$ 78 bilhões                 |
| 2013 | 1 426                       | US$ 5,4 trilhões                            | 442                   | 122                   | –                     |                       | 110                   | Carlos Slim                    | US$ 73 bilhões                 |
| 2012 | 1 226                       | US$ 4,6 trilhões                            | 425                   | 95                    | –                     |                       | 96                    | Carlos Slim                    | US$ 73 bilhões                 |
| 2011 | 1 210                       | US$ 4,5 trilhões                            | 413                   | 115                   | –                     |                       | 101                   | Carlos Slim                    | US$ 74 bilhões                 |
| 2010 | 1 011                       | US$ 3,6 trilhões                            | 404                   | 89                    | –                     |                       | 62                    | Carlos Slim                    | US$ 53,5 bilhões               |
| 2009 | 793                         | US$ 2,4 trilhões                            | 359                   | 28                    | –                     |                       | 32                    | Bill Gates                     | US$ 40 bilhões                 |
| 2008 | 1 125                       | US$ 4,4 trilhões                            | 470                   | –                     | –                     |                       | 87                    | Warren Buffett                 | US$ 62 bilhões                 |